# 施蒂尼茨湖
52°30′07″N 13°49′08″E / 52.502°N 13.819°E

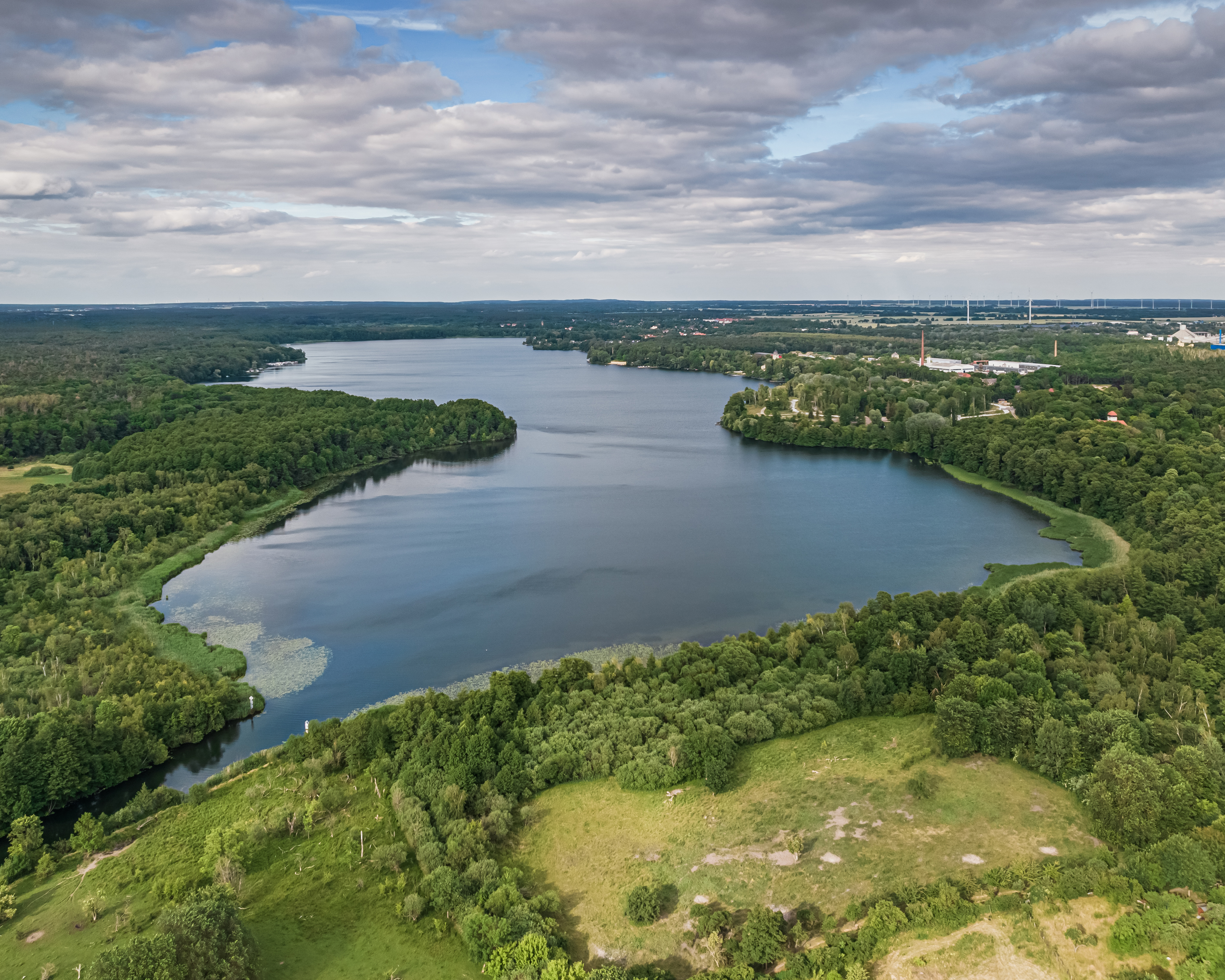

施蒂尼茨湖（德語：Stienitzsee），是德國的湖泊，位於該國西南部，由勃蘭登堡州負責管轄，處於梅爾基施-奧得蘭縣，長3.2公里、寬1公里，面積2.1平方公里，海拔高度34米，平均水深6.6米，最大水深14.5米，水體容量1,405萬立方米。